# Michał Gołaś
Michał Gołaś, né le 29 avril 1984 à Toruń, est un coureur cycliste et directeur sportif polonais. Professionnel de 2007 à 2021, il est notamment champion de Pologne en 2012.

## Biographie
En 2006, il devient champion de Pologne sur route espoirs.
Il passe professionnel en 2007, au sein de l'équipe Unibet.com.
Il rejoint au cours de la saison 2009, l'équipe continentale professionnelle Vacansoleil. En 2010, Il termine notamment troisième du Tour de Drenthe et meilleur sprinteur du Tour de Grande-Bretagne 2010.
Lors de la saison 2015, il est battu par Jens Debusschere sur le Championnat des Flandres, puis est déclaré vainqueur après déclassement du Belge pour « sprint irrégulier ». Quelques jours plus tard il signe un contrat avec l'équipe Sky.
Aligné au départ du Tour d'Espagne en 2016 il y gagne la première étape, un contre-la-montre par équipes, avec la formation Sky.
En août 2018, il termine 21e du championnat d'Europe sur route à Glasgow.
Il arrête sa carrière en fin d'année 2021.
Il devient directeur sportif de l'équipe Bahrain Victorious à partir de la saison 2022.

## Palmarès et classements mondiaux

### Palmarès amateur
- 2002
  - 2e des Trois Jours d'Axel

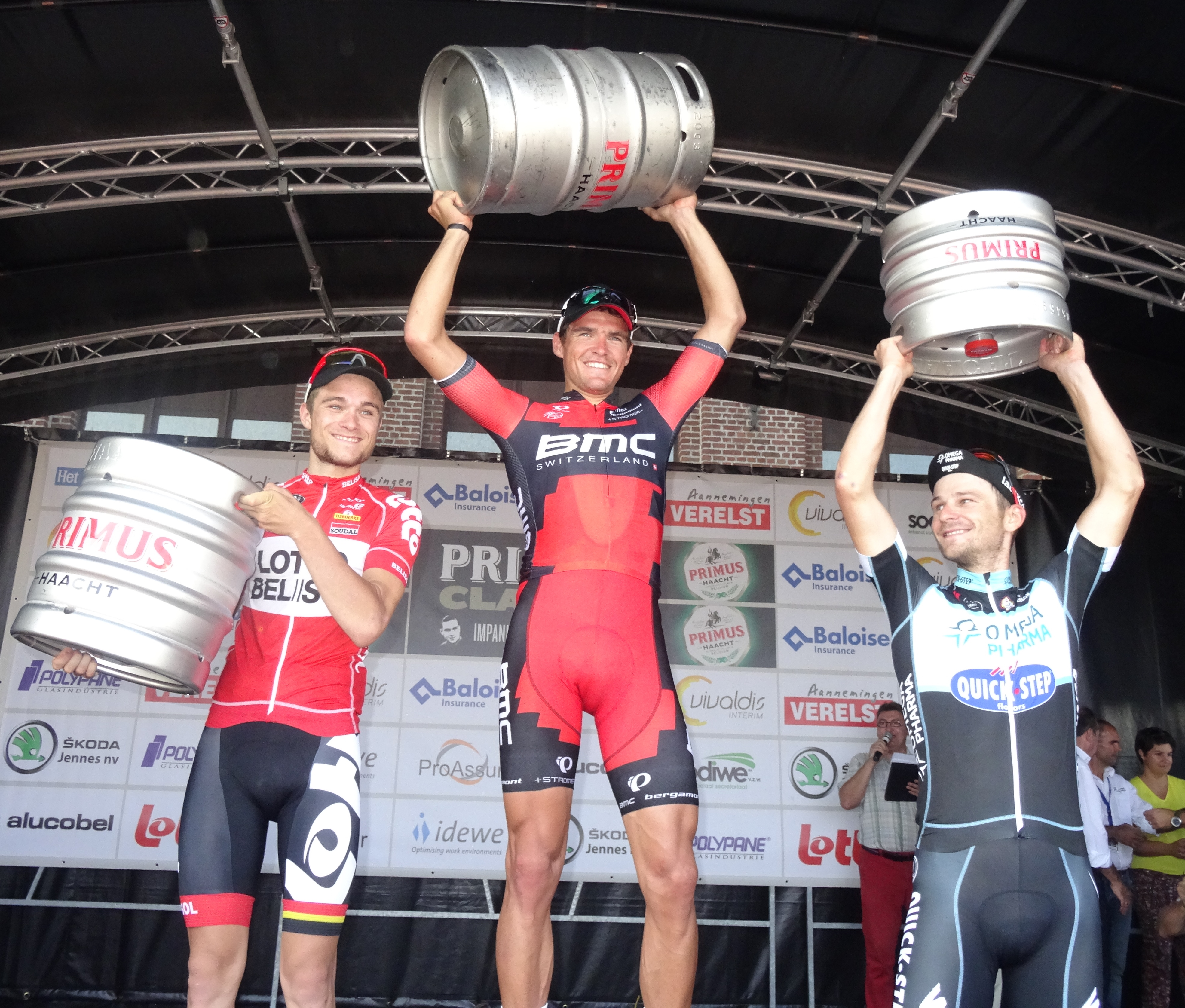
Podium de l'édition 2014 du Grand Prix Impanis-Van Petegem : Tosh Van der Sande (2e), Greg Van Avermaet (1er) et Michał Gołaś (3e).

  - 2e du Tour de la région de Łódź
- 2005
  - 3e du Grand Prix Industrie del Marmo
- 2006
  -  Champion de Pologne sur route espoirs
  - 2e de Parme-La Spezia

### Palmarès professionnel
- 2010
  - 3e du Tour de Drenthe
- 2012
  -  Champion de Pologne sur route
- 2014
  - 2e de la Classic Sud Ardèche
  - 3e du Grand Prix Impanis-Van Petegem
- 2015
  - Championnat des Flandres
  - 2e du championnat de Pologne sur route
  - 2e du championnat de Pologne de la montagne
- 2016
  - 1re étape du Tour d'Espagne (contre-la-montre par équipes)

### Résultats sur les grands tours

#### Tour de France
2 participations
- 2014 : 55e
- 2015 : 95e

#### Tour d'Italie
4 participations
- 2011 : non-partant (16e étape)
- 2012 : 93e
- 2013 : 62e
- 2017 : 141e

#### Tour d'Espagne
3 participations
- 2011 : non-partant (8e étape)
- 2016 : 118e, vainqueur de la 1re étape (contre-la-montre par équipes)
- 2020 : non-partant (8e étape)

### Classements mondiaux
| Année                                 | 2005 | 2006 | 2007 | 2008 | 2009 | 2010 | 2011 | 2012 | 2013 | 2014 | 2015 | 2016  | 2017  | 2018 | 2019 | 2020 | 2021 |
| ------------------------------------- | ---- | ---- | ---- | ---- | ---- | ---- | ---- | ---- | ---- | ---- | ---- | ----- | ----- | ---- | ---- | ---- | ---- |
| UCI World Tour                        |      |      |      |      |      |      | 221e | 167e | nc   | nc   | nc   | nc    | 342e  | 283e |      |      |      |
| Classement mondial                    |      |      |      |      |      |      |      |      |      |      |      | 1038e | 1177e | 683e | 834e | 775e | 610e |
| UCI Europe Tour                       | 692e | 614e |      | 812e | 396e | 233e |      |      |      |      |      | 1133e | 1149e | 529e | 608e | 619e | 489e |
| UCI Asia Tour                         | nc   | nc   |      | 269e | nc   | nc   |      |      |      |      |      | 604e  | nc    | nc   |      |      |      |
| UCI America Tour                      | nc   | nc   |      | nc   | nc   | nc   |      |      |      |      |      | 511e  | nc    | nc   |      |      |      |
|                                       |      |      |      |      |      |      |      |      |      |      |      |       |       |      |      |      |      |
| Légende : nc = non classéSource : UCI |      |      |      |      |      |      |      |      |      |      |      |       |       |      |      |      |      |